# (72629) 2001 FZ29
2001 أف زد 29 (ويعرف أيضًا باسم (72629) 2001 أف زد 29 وفق تسمية الكوكب الصغير) (بالإنجليزية: 2001 FZ29)‏ هو كويكب ضمن حزام الكويكبات؛ وترتيبه 72629 من حيث الاكتشاف.
اكتُشف هذا الجُرم الفلكي بواسطة تعقب الأجرام القريبة من الأرض في 20 مارس 2001.

## وصلات خارجية
- (72629) 2001 FZ29 في قاعدة بيانات مختبر الدفع النفاث لأجرام النظام الشمسي الصغيرة

- الاكتشاف · مخطط المدار ·  العناصر المدارية · المعلمات المادية

- (72629) 2001 FZ29 على موقع ويكي سكاي: DSS2, SDSS, GALEX, IRAS, Hydrogen α, X-Ray, Astrophoto, Sky Map, Articles and images